# Силвиш (район)
Силвеш (порт. Silves) — район (фрегезия) в Португалии, входит в округ Фару. Является составной частью муниципалитета Силвеш. По старому административному делению входил в провинцию Алгарве (регион). Входит в экономико-статистический субрегион Алгарве, который входит в Алгарве. Население составляет 10 768 человек на 2001 год. Занимает площадь 177,45 км².